# مینای چینی
 مینای چینی(نام علمی: Callistephus chinensis) نام یک گونه از تیره کاسنیان است.